# 美麗德凱鯰
美麗德凱鯰，是輻鰭魚綱鯰形目骨甲鯰科的其中一種。

## 分布
本魚分布於南美洲巴西黑河及哥倫比亞、委內瑞拉奧里諾科河流域。

## 特徵
本魚體色為藍黑色，有一狹長的淺灰條紋縱貫其間，帶斑點的圖紋分布到鰭，取代魚鱗的刺狀骨板常常生有剛毛。背鰭像一面直立旗，胸鰭和腹鰭呈翼狀，尾鰭上下端尖細，因而呈琴形，倒掛的嘴成吸盤狀。體長可達10公分。

## 生態
本魚棲息河川底層，具有領地觀念，性情溫和，屬草食性。

## 經濟利用
為觀賞性魚類，飼養時須要有較大的空間，是一種很好的群養魚。